# Madyogondo
Madyogondo is een bestuurslaag in het regentschap Magelang van de provincie Midden-Java, Indonesië. Madyogondo telt 2623 inwoners (volkstelling 2010).